# Betriu (cognom)
Betriu és un cognom d'origen català relacionat amb els municipis de l'antic quarter de Tresponts Avall. El document més antic que parla d'una persona anomenada Betriu es troba al fogatge (cens) de 1497, on se cita Salvador Biatriu, de Cal Betriu de Perles, casa que encara existeix actualment (Salvador Biatriu e son gendre stan a comuna despessa e fan tots una bossa). D'abans sols trobem una dada aïllada a la crònica del rei Pere III el Cerimoniós, quan el 1344 cita un ostatge anomenat Johan Biatriu durant el setge d'Argelers, al Rosselló.
Anteriorment s'escrivia Biatriu, durant els segles xiv i xv; Beatriu, durant el XVI i meitat del xvii, i, posteriorment, en la forma actual. L'arbre genealògic actual té en algunes branques quinze generacions seguides totes documentades, que comprenen des d'avui dia fins a Simona Betriu, pubilla de Cal Betriu de Perles, nascuda cap al 1620.
El 1773, Josep Betriu, de Cal Betriu de Perles, es va casar amb Maria Pallerola, pubilla de Cal Pallerola de Montargull, a Lavansa. Moltes de les famílies actuals de Betrius són descendents de Cal Pallerola.
Després de la Primera Guerra Mundial, que va deixar França amb un dèficit d'homes, alguns Betriu, com Anton Betriu i Vidal, el pare del qual era de Cal Costa de Montan, van passar els Pirineus i es van establir a la Catalunya Nord, on actualment es poden trobar els seus descendents.
D'altra banda, Francesc Betriu i Boix, de Vilar de Cabó, va emigrar a l'Argentina l'any 1917 i va donar origen al cognom Betriú (amb accent a la u) en aquell país.
Avui dia viuen unes 400 persones a tota Catalunya que tenen Betriu com a primer o segon cognom. L'Alt Urgell ha estat el bressol d'on són originàries les famílies més conegudes: de Cal Cases d'Oliana, els fundadors de la Taurus; de Cal Sastret d'Organyà, el cineasta Francesc Betriu i Cabeceran i el cardiòleg Amadeu Betriu; de Lavansa, els industrials de Terrassa Betriu i Pi; de Peramola, els advocats de Lleida Betriu i Montull; de Cal Not de Nargó, Pilar Betriu, i de Cabó, l'antic batlle Antoni Betriu.